# Engonia
Engonia är ett släkte av insekter. Engonia ingår i familjen vårtbitare.
Kladogram enligt Catalogue of Life:
| Engonia | \| \| Engonia minor \| \| \| \| \| \| Engonia pistacina \| \| \| \| \| \| Engonia rectangulata \| \| \| \| |
|         | \| \| Engonia minor \| \| \| \| \| \| Engonia pistacina \| \| \| \| \| \| Engonia rectangulata \| \| \| \| |
|         | Engonia minor                                                                                              |
|         | |
|         | Engonia pistacina                                                                                          |
|         | |
|         | Engonia rectangulata                                                                                       |
|         | |